# جون مقدسي
جون مقدسي (بالإنجليزية: John Makdessi؛ مواليد 3 مايو 1985) هو مُقاتل فنون قتالية مختلطة كندي.

## وصلات خارجية
- جون مقدسي على موقع يو إف سي (الإنجليزية)
- جون مقدسي على موقع شيردوغ (الإنجليزية)
- جون مقدسي على موقع Tapology.com (الإنجليزية)
- جون مقدسي على موقع IMDb (الإنجليزية)